# بیاره

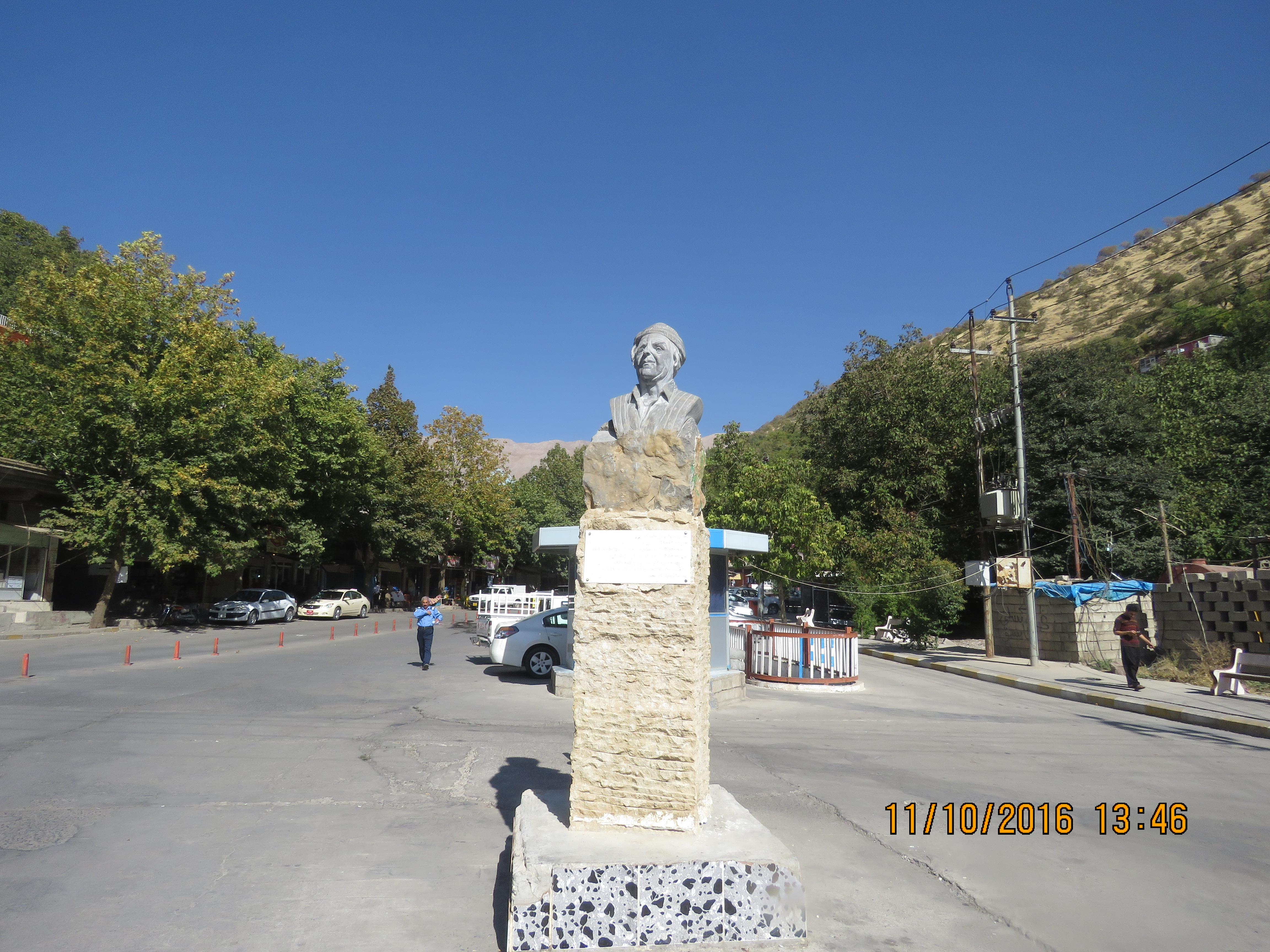
بنای یادبود «عثمان مؤمن عزيز» هنرمند کرد، در بیاره - ۲۰۱۶

بیاره از شهرهای کوچک کردستان عراق روبروی شهر نودشه ایران است.
بیاره در سمت شرق شهر سلیمانیه، در شمال درگاه شیخان، غرب هانه گرمله و در منطقه اورامان واقع شده است.

## پیشینه
این شهر در سال ۱۹۵۶ دارای شهرداری شد و نخستین شهردار آن ناجی شیخ علاءالدین نام داشت.
شهر بیاره تاکنون چهار بار به‌طور کامل بمباران و نابود گشته و مردم آن آواره شده‌اند. در بمباران سال ۲۰۰۳ توسط نیروهای آمریکایی، از ۳۵۰ خانه بیاره، ۱۱۵ خانه آسیب دید.
ملا بهاءالدین دزآوری (زادهٔ ۱۲۹۴ ق.) از بزرگان دینی شهر پاوه ایران در ۱۳۶۸ قمری در بیاره در پشت مقبره شیخ ضیاءالدین عمر در گذشت.

## روستاها
این روستاها همگی اورامانی‌زبان هستند.
- دره قیصر: واقع در غرب بیاره
- خریانی: واقع در غرب بیاره
- خرگیلان: تقریباً واقع در شمال غربی بیاره
- زرده هال یا بنجه‌دری: واقع در شمال شرقی بیاره
- نارنجله: واقع در شمال بیاره
- گولپ: واقع در شمال بیاره
- باخه کون: واقع در شمال بیاره